# Åtvidaberg (Gemeinde)
Koordinaten: 58° 12′ N, 16° 0′ O

Åtvidaberg ist eine Gemeinde (schwedisch kommun) in der schwedischen Provinz Östergötlands län und der historischen Provinz Östergötland. Kleine Teile der Gemeinde um den Ort Falerum liegen in der historischen Provinz Småland. Der Hauptort der Gemeinde ist Åtvidaberg.

## Größere Orte
- Åtvidaberg
- Berg
- Björsäter
- Falerum
- Grebo

## Klein Orte
- Fröjerum
- Kvarnvik
- Hannäs
- Borkhult
- Yxnerum